# 1976年モントリオールオリンピックのイタリア選手団
1976年モントリオールオリンピックのイタリア選手団（1976ねんモントリオールオリンピックのイタリアせんしゅだん）は、1976年7月17日から8月1日にかけてカナダのモントリオールで開催された1976年モントリオールオリンピックのイタリア選手団、およびその競技結果。

## 概要
今大会は金メダル2個、銀メダル7個、銅メダル4個の合計13個のメダルを獲得した。

## メダル
| メダル | 選手名                     | 競技   | 種目                 |
| ------ | -------------------------- | ------ | -------------------- |
| 銀     | サラ・シメオニ             | 陸上   | 女子走高跳           |
| 銀     | ジュゼッペ・マルティネッリ | 自転車 | 男子個人ロードレース |
| 銅     | フェリーチェ・マリアーニ   | 柔道   | 男子63kg以下級       |